# 金港堂 (書店)
株式会社金港堂（きんこうどう）は、「仙台の老舗書店」と称され、仙台市を拠点として、本店のほか宮城県内に3店舗を構える書店。出版事業も手がけている。
東京の出版社であった金港堂に勤めていた藤原佐吉が、1910年にのれん分けする形で仙台に同名の書店を開業したため、仙台金港堂と称されることもある。
戦前期には「国定教科書販売所」となっていた。戦後も教科書類を長く扱っていたが、2020年10月25日までで扱いを終了した。
本店ビルは、サンモール一番町商店街に1966年に建てられたもので、鉄筋コンクリート造の地上５階、地下１階で延べ床面積は1329平方メートルという規模であるが、老朽化が進んだとして、2024年4月30日をもって本店を閉店した。
同年には旧本店の建物は解体された。
金港堂は、高山書店とともに宮城県書店商業組合の中核となり、長く中央の大手書店の仙台への進出に対抗していたが、1990年代後半には大手資本の大型書店が仙台市に相次いで進出し、その影響を受けた。

## 店舗
- 本店 - 2024年4月30日閉店 (青葉区一番町2丁目3-26)
- 泉パークタウン店 - 泉パークタウン タピオ内
- 石巻店 - 2024年9月16日閉店 [9]
- 大河原店 - 大河原フォルテ内